# Me & Ur Ghost
Me & Ur Ghost è un singolo del rapper statunitense Blackbear, pubblicato il 16 gennaio 2020 come secondo estratto dal sesto album in studio Everything Means Nothing.

## Video musicale
Il video musicale è stato reso disponibile il 16 gennaio 2020, in concomitanza con l'uscita del singolo.

## Tracce
Testi e musiche di Matthew Tyler Musto e Andrew Goldstein.
1. Me & Ur Ghost – 3:20

## Formazione
- Blackbear – voce, produzione, chitarra, tastiera, programmazione
- Andrew Goldstein – voce aggiuntiva, produzione, chitarra, tastiera, programmazione
- Alex Ghenea – missaggio

## Classifiche
| Classifica (2020-21) | Posizione massima |
| -------------------- | ----------------- |
| Belgio (Vallonia)    | 78                |
| Irlanda              | 67                |
| Lituania             | 69                |
| Romania              | 95                |
| Stati Uniti          | 114               |